# أدب هواة جمع الطوابع
الأدب الطوابعي، هو كل الوثائق والمقالات والمنشورات المكتوبة التي تتعلق بالطوابع والقرطاسية البريدية، حيث تتضمن معلومات حول طوابع البريد وتاريخ البريد.

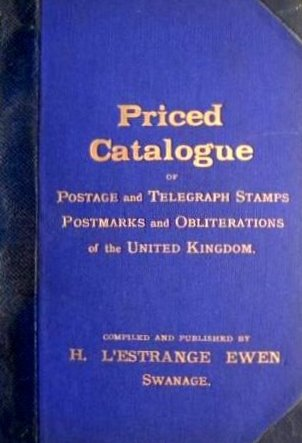
غلاف دليل طوابع مبكر من تأليف هربرت لسترانج إيوين، عام 1895.

## خلفية الأعمال الأدبية لهواة جمع الطوابع
تُحتفظ منشورات الأدب الطوابعي من قِبَل جامعي الطوابع والتجار، وجمعيات هواة جمع الطوابع، والمكتبات العامة والتخصصية. حيث تقدر مقتنيات المكتبة البريطانية، على سبيل المثال، بحوالي 30-35,000 عمل أدبي.

## أنواع الأدب الطوابعي الرئيسية
تُقسم الأدبيات في علم جمع الطوابع عادةً إلى الفئات التالية:
- كتيبات الطوابع وهي:
  - كتيبات دولة واحدة.
  - كتيبات عالمية.
  - كتيبات المناطق الجغرافية (مثل: أفريقيا).
  - كتيبات الفترة الزمنية (مثل: حكم الملك جورج الخامس).
  - كتيبات متخصصة (مثل: الطوابع البريدية، مجموعات الأطباق، الطوابع المثقوبة، إلخ.).
- الدوريات وهي كالآتي:
  - المجلات.
  - نشرات الجمعيات.
- فهارس المزادات.
- الكتب.
- ببليوغرافيات الأدب الطوابعي.
- مواد مرجعية - مواد غير طوابعية وهي مفيدة لهواة جمع الطوابع، مثل أسعار صرف العملات، والخرائط، والصحف، وغيرها.

### فهارس طوابع البريد
لعلّ أبسط أنواع الأدب الطوابعي هو دليل وفهرس الطوابع، وهو عبارة عن قائمة بأنواع الطوابع البريدية وقيمتها السوقية.

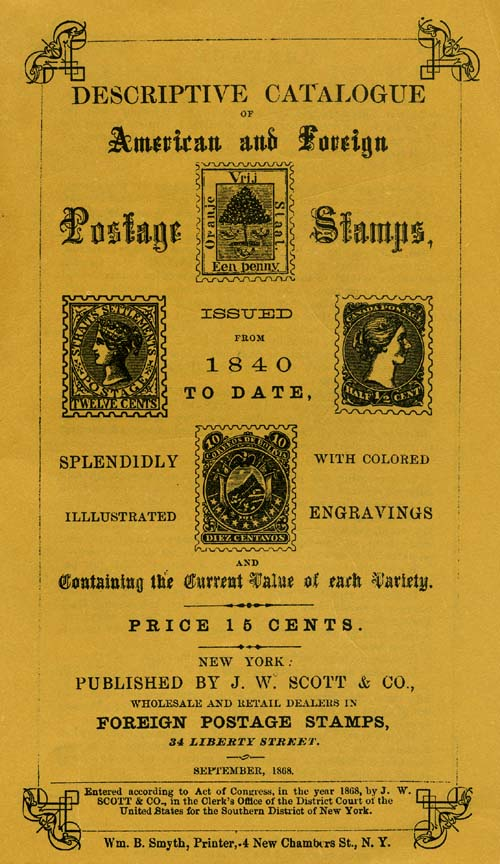
غلاف دليل سكوت لعام 1868 الذي يشمل أول 28 سنة من الطوابع؛ "أمريكا والأجنبية"

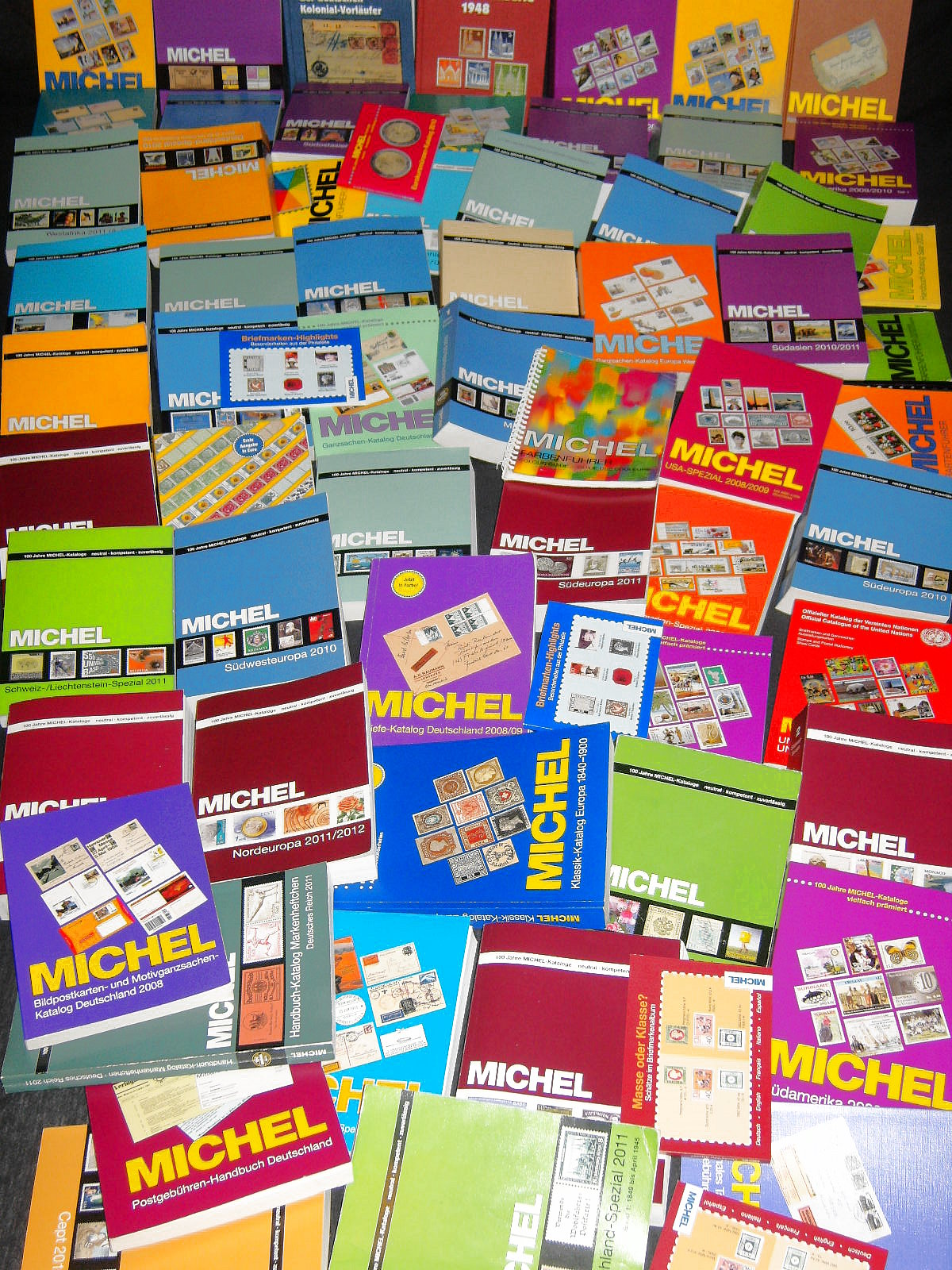
مجموعة من إصدارات دليل ميشيل للطوابع

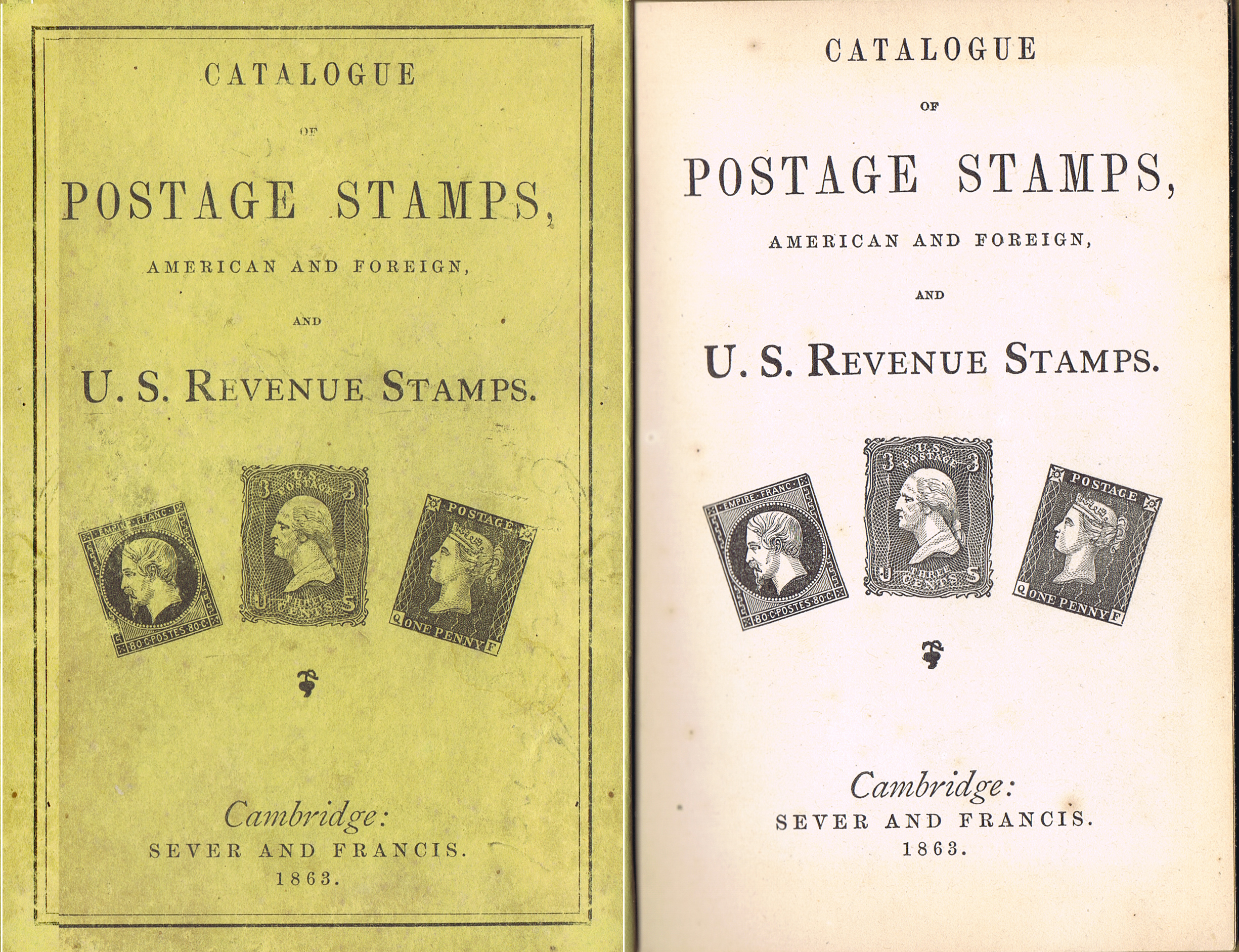
أول دليل أو فهرس طوابع بريد أمريكي أصلي 1863

نُشر أول دليل للطوابع في فرنسا بواسطة أوسكار بيرجر ليفراولت في 17 سبتمبر 1861 وأول فهرس مصور بواسطة ألفريد بوتيكيت في ديسمبر 1861 (بناءً على العمل السابق).
نُشرت أول الفهارس في بريطانيا العظمى عام 1862 بواسطة فريدريك بوتي، وماونت براون، والدكتور جون إدوارد غراي. أما أول فهرس ودليل للطوابع في الولايات المتحدة فكان فهرس جامع الطوابع بواسطة أ. سي. كلاين (اسم مستعار لجون ويليام كلاين)، والذي نُشر أيضًا عام 1862.
تقدم بعض الفهارس، مثل دليل ميشيل للطوابع والعديد من الفهارس الخاصة ببلد واحد، قدرًا كبيرًا من المعلومات التي تتجاوز الخصائص الأساسية لكل نوع من أنواع الطوابع.

### كتب بلد واحد
من الكتب الشائعة أيضًا كتاب "الطوابع والتاريخ البريدي" الشامل لدولة واحدة. يتجاوز هذا الكتاب التاريخ والفئة وسعر السوق كما هو وارد في الفهارس، ليشرح أسباب إصدار طوابع معينة، ومكان وكيفية استخدامها، وبشكل أعم، كيفية عمل النظام البريدي لدولة معينة في فترات مختلفة.

### الدراسات المتخصصة
المستوى التالي من التخصص جدير بالملاحظة، سواءً من حيث التفاصيل الدقيقة أو عدد الأعمال المنشورة. يكتب المتخصصون دراساتٍ تُلخص كل ما هو معروف عن نوعٍ واحدٍ من الطوابع - تاريخ تصميمه، وعملية طباعته، ووقت ومكان بيعه للجمهور، وجميع طرق استخدامه في البريد. إذا كانت الطوابع نادرةً بشكلٍ خاص (مثل طابع جيني المقلوب أو طوابع هاواي التبشيرية)، فقد يتضمن الكتاب في الواقع إحصاءً لكل نسخةٍ معروفةٍ موجودة. وكما هو متوقع، فإن جمهور هذه الكتب محدود، وعدد نسخها المطبوعة قليلٌ أيضًا. قد تكون الأعمال التقليدية التي نفدت طبعتها مطلوبةً بشدة، وأحيانًا أكثر طلباً من الطوابع التي تصفها!
وتشمل أنواع أخرى من العمل المتخصص دراسات شاملة لاستخدام البريد في مناطق وأوقات محدودة، ربما البريد في إقليم مونتانا قبل أن يصبح ولاية، أو البريد من المبشرين في أوغندا قبل أن تصبح مستعمرة بريطانية.

### المجلات والصحف الطوابعية

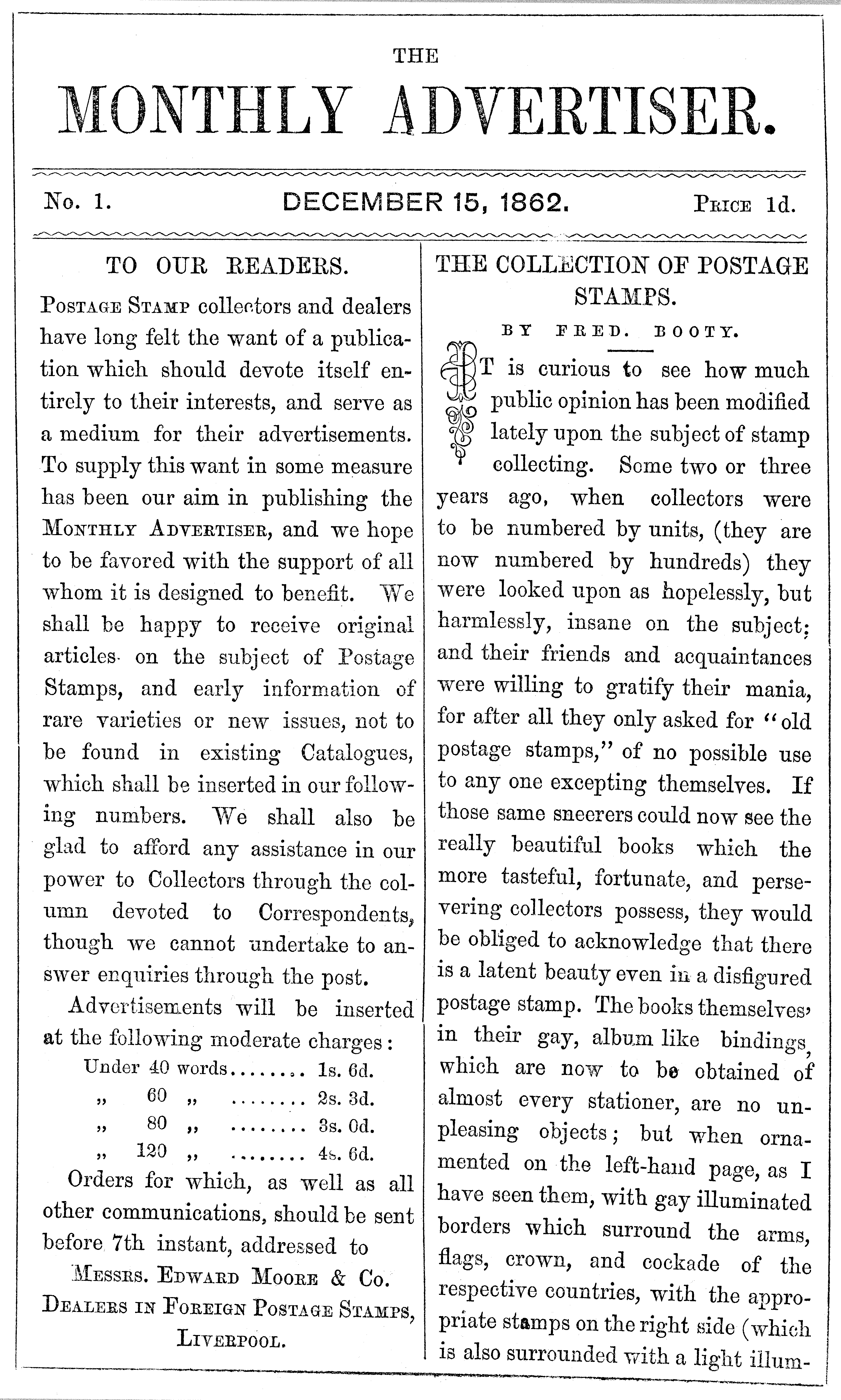
الغلاف الأمامي للعدد الأول من مجلة Stamp Collectors' Review and Monthly Advertiser، وهي أول مجلة متخصصة في علم الطوابع في العالم صدرت في عام 1862

بالإضافة إلى الكتب، هناك عدد كبير من المجلات الطوابعية. أول مجلة طوابع كانت مجلة "مانثلي إنتليجنسر" الصادرة من برمنغهام، إنجلترا، وتلتها بعد فترة وجيزة مجلات أخرى عديدة. كما تلعب المجلات والنشرات الإخبارية للأندية والجمعيات دورًا هامًا في أدب الطوابع. حيث تصدر العديد من المجلات بأعداد قليلة ثم تتوقف، لكنها غالبًا ما تحتوي على معلومات غير موجودة في أي مكان آخر، وبالتالي تُعدّ مصادر قيّمة ونادرة لهواة جمع الطوابع.
أدناه بعض الدوريات البريدية الشعبية وهي:
- مجلة هواة طوابع البريد الأمريكية - مواضيع عالمية مع التركيز على الولايات المتحدة الأمريكية.
- أخبار الطوابع الكندية - مواضيع عالمية مع التركيز على كندا.[5]
- صحيفة الطوابع الألمانية (ألمانيا).
- مجلة غيبونز الشهرية للطوابع (المملكة المتحدة) - مواضيع عالمية مع التركيز على بريطانيا العظمى والكومنولث البريطاني.
- مجلة لينز لأخبار الطوابع (الولايات المتحدة الأمريكية) - مواضيع عالمية مع التركيز على الولايات المتحدة الأمريكية.

### فهرسة أدب الطوابع
نظراً لحجم وتعقيد الأدب الطوابعي، فقد صدرت لهُ مجلة خاصة، هي "مراجعة الأدب الطوابعي"، تصدرها المكتبة الأمريكية لأبحاث الطوابع كل ثلاثة أشهر.
كما توجد العديد من المكتبات المخصصة حصرياً للأدب الطوابعي.

## روابط خارجية
- Amrhein, Manfred. Philatelic Literature: A History and A Select Bibliography from 1861 to 1991. San Jose: M. Amrhein, 1992–2006 4 volumes.
- Birch, Brian. Bibliography of general literature in the philatelic library of Brian J. Birch. Standish, Wigan: The Author, 2011, 315p.
- Birch, Brian. The Philatelic Bibliophile's Companion. Standish, Wigan: The Author, 2007, 468p.
- Maassen, Wolfgang and Vincent Schouberechts. Les Jalons de la Littérature Philateliques au XIXe Siecle = Milestones of the Philatelic Literature of the 19th Century. Monaco: Musée des Timbres et des Monnaies de Monaco, 2013 (ردمك 9789081464192), 512p.
- Negus, James. Philatelic Literature: Compilation Techniques and Reference Sources. Limassol: James Bendon, 1991 (ردمك 9963-7624-3-3), 293p.
- Ulrich, Paul S. Wie finde ich philatelistische Informationen? Berlin: Berlin Verlag, 1978, 140p.